# Episodi di Universi paralleli
La prima e unica stagione della serie televisiva Universi Paralleli (Parallèles), composta da 6 episodi, è stata interamente pubblicata in tutto il mondo su Disney+ il 23 marzo 2022.

## Episodi
| nº | Titolo originale      | Titolo italiano        | Pubblicazione mondiale |
| -- | --------------------- | ---------------------- | ---------------------- |
| 1  | Le monde dans ta face | Tra Passato e Futuro   | 23 marzo 2022          |
| 2  | Blackout              | Blackout               | 23 marzo 2022          |
| 3  | Le temps perdu        | Il Tempo Perduto       | 23 marzo 2022          |
| 4  | Innocence révolue     | La Fine dell'Innocenza | 23 marzo 2022          |
| 5  | Un plan simple        | Un Piano Semplice      | 23 marzo 2022          |
| 6  | H-4                   | H-4                    | 23 marzo 2022          |